# كالفين محمد
كالفين محمد (بالإنجليزية: Calvin Muhammad)‏ هو لاعب كرة قدم أمريكية أمريكي، ولد في 10 ديسمبر 1958 في جاكسونفيل في الولايات المتحدة.

## وصلات خارجية
- كالفين محمد على موقع مرجع كرة القدم المحترفة.كوم (الإنجليزية)